# Bibi Kand
Bibi Kand – wieś w zachodnim Iranie, w ostanie Azerbejdżan Zachodni, w szahrestanie Szahin Deż. W 2006 roku liczyła 277 mieszkańców.